# Eudocima jordani
Eudocima jordani (лат.) — вид бабочек из семейства эребид (Erebidae). Назван в честь энтомолога Карла Йордана.

## Описание
Размах крыльев около 70 мм. У взрослых самцов темно-коричневые передние крылья с тонким рисунком и ярко-оранжевые задние крылья с широкими черными краями и большим черным пятном посередине. Края крыльев зубчатые. Брюшко оранжевый. Самки похожи, но имеют широкую желтую диагональную полосу на каждом переднем крыле.
Взрослые бабочки считаются вредителями и повреждают фрукты, прокалывая их кожицу, чтобы высосать сок.
Личинки кормятся на древесной лозе Tinospora smilacina.

## Ареал
Обитают на Новой Гвинее и в Квинсленде (Австралия).